# Shakya Rinchende
| Tibetische Bezeichnung                     |
| ------------------------------------------ |
| Wylie-Transliteration: shakya rin chen sde |
| Chinesische Bezeichnung                    |
| Vereinfacht: 释迦仁钦德                    |
| Pinyin:Shijia Renqinde                     |

Shakya Rinchende (tib. shakya rin chen sde) bzw. Yarlung Jobo Shakya Rinchen (yar lung jo bo shakya rin chen) aus dem 14. Jahrhundert war ein tibetischer Autor, der ein Nachfahre des tibetischen Königshauses war. Seine Religionsgeschichte von Yarlung (yar lung jo bo'i chos 'byung bzw. yar lung chos 'byung) aus dem Jahr 1376 ist ein Werk der tibetischen historiographischen Chöchung (chos 'byung) -Gattung. Die Chronik des Butön (bu ston chos 'byung) aus dem Jahr 1322 ist eine der Quellen, die in dieser Geschichte zitiert werden.

## Werke
- yar lung jo bo'i chos 'byung (1376)